# Eugenia D. Soru
Eugenia D. Soru (n. 17 mai 1901, Piatra-Neamț, România – d. 26 noiembrie 1988, București, România) a fost o chimistă română de origine evreiască, specialistă în chimie biologică bacteriană, membru corespondent (1955) al Academiei Române.

## Educație
Eugenia Soru sau Eugenia Siegler după numele tatălui său, David Siegler, s-a născut într-o familie practicantă a iudaismului, iar frații ei au fost scriitorul Eugen Relgis și biochimista Adelina Derevici.
A urmat liceul în Iași, apoi Facultatea de Chimie în cadrul Universității „Alexandru Ioan Cuza” din Iași, unde și-a susținut și teza de doctorat despre „Potențialele metalelor în lichide pure”.
Și-a continuat studiile la Institutul de Chimie Biologică din Strasbourg în 1925, urmate de o specializare în fizico-chimie biologică la Institutul de Chimie Fizică din Strasbourg. În 1934 a urmat altă specializare la Institutul de Chimie Fizică din Frankfurt pe Main.

## Carieră
Eugenia Soru a făcut parte din echipa de specialiști a Institutului Național de Cercetare-Dezvoltare pentru Microbiologie și Imunobiologie „Cantacuzino”, mai întâi ca preparator în perioada 1930-1931, apoi ca asistent din 1932 până în 1940, șef de laborator între 1944 și 1950, șef de departament din 1951 până în 1970 și șef de laborator de enzimologie între 1971 și 1974. Pe lângă activitatea de la Institutul „Cantacuzino”, a fost și conferențiar de biochimie la Facultatea de Medicină din București.

## Recunoaștere
Eugenia Soru a fost membră în Academia de Științe Medicale din România, în Comisia de Biochimie a Uniunii de Științe Medicale și în Societatea de Chimie din Paris.
Pe 2 iulie 1955 a fost numită membru corespondent al Academiei Române.
În 1963 i-a fost conferit Ordinul Muncii clasa a III-a. La aniversarea a 50 de ani de la înființarea Institutului „Cantacuzino”, în 1971, i-a fost acordat Ordinul Muncii clasa a II-a.

## Publicații selectate
- Le potentiel des métaux dans les liquides purs (1923)[9]
- Le spectre ultra-violet de l'acide nitrique et des nitrates en fonction du PH (1927)
- Recherches sur le mecanisme de l'accolement de l'epiploon aux portions lésées de la cavité peritonéale. Intervention de phenomene d'onde electrostatique (1931)
- La moelle osseuse du lapin comme détecteur de l'effet mitogénétique (1934)
- Studiul chimic, fizico-chimic și antigenic al orginazelor bacteriene (1951)
- Biochimie medicală (1953)
- Purification of Bacterial Arginase (1965)
- Enzimele ca agenți terapeutici (1972)
- Chemical and Imunological Properties of B. Anthracis Arginase and in Metabolic Involvement (1983)[4]